# Харман кая
Харман кая е един от най-мащабните скално-изсечени праисторически култови комплекси на територията на Източни Родопи, намиращ се край махалите Абица и Гъсак в землището на село Биволяне, Община Момчилград.
Обектът е известен и с българското наименование Равен камък. До този момент обектът не е проучван с помощта на системни археологически и геофизически методи. Между 2006 – 2013 г. обектът е изследван посредством теренни и кратки археологически разкопки от екип на доц. Стефанка Иванова. Информация за него дават в свои публикации: проф. Ана Радунчева (1990), Мария Николчовска; Тодорова и Шукерова (1996) и проф. Валерия Фол (2000).

## Особености
Харман кая е разположен в Нановишката вулканска калдера и включва както естествени скални образувания, така и изкуствено изсечени в скалите структури – две пещери тип утроба, правоъгълни и кръгли басейни, трапецовидни ниши, наблюдателни площадки и един петроглиф наименован Пиленцето, който е разрушен от иманярска инвазия през 2017 година. Югозападните, южните и източните склонове на масива са отвесни скали, а билото му представлява заравнено плато. Масивът се пресича от долината на Карабедик дере. Скалите, които го изграждат, са среднокисели туфи и туфити със светъл, цвят с червеникав оттенък. В дерето при реката се срещат разноцветни опали, халцедони и ахати.

## Откритие и датиране
Праисторическият комплекс е частично проучен и повечето автори в миналото го определяли като древнотракийски. Обектът е регистриран от проф.Васил Миков още през 1941 г. Според него, в подножието на Харман кая личат останките на „най-големия тракийски град“, в който, освен очертанията на помещенията, ясно се виждат улиците и площадите. Зидарията, според Миков, е без хоросан, а керамиката, която е открил на терена, датира между VI и I век пр. Хр.
Проф. Ана Радунчева го определя като принадлежащ към Халколита, а А. Шукерова го описва без да се ангажира с датирането на обекта. Според последните теренни проучвания и частични археологически изследвания от периода 2006 – 2013 г. извършен от интердисциплинарен научен екип под ръководството на доц.Стефанка Иванова (БАН), резултатите от сондажните проучвания дават убедителни доказателства, че скално изсечените обекти принадлежат към Халколита.

## Описание и особености
Масивът е обграден от високи отвесни скали и проникването на територията на комплекса може да бъде осъществено само през долината на реката. Съвременният коларси път не е съществувал в праисторическите епохи, когато комплексът е възникнал. Двете условни врати към комплекса са при влизането на реката в масива и при нейното излизане. Най-условно двата входа са наречени западен и източен.
Точно преди влизането в долината се намира неголяма изкуствена пещера, която вероятно е обозначавала своеобразен вход към комплекса. Подобна роля вероятно са играели и трапецовидните ниши, които са изсечени на няколко места във високите отвесни скали, изсечени под самия им ръб. Нишите са видими отдалеч и не е възможно да останат незабелязани. На платото непосредствено над нишите са открити няколко кремъчни артефакта датиращи от средно-палеолитната епоха, което свидетелства, че районът е бил обитаван още от зората на човешката история – ок. 200 000 – 40 000 пр. Хр.).
Своеобразният източен вход е разположен там, където реката излиза от скалния масив, където пътят е маркиран от праисторическият човек с шарапана, чиято надлъжна ос е насочена към най-източната структура на платото.
Двете скални структури, условно наречени Харман 1 и Харман 2 представляват две изравнени скални площадки, върху чиито повърхности са изсечени концентрични отворени кръгове, които са пресечени с радиално насочени улеи. Харманите са от изключителен научен интерес.
Харман 1 е с почти кръгла форма, а диаметърът му е 10 m., като на площадката са разположени неравномерно полуокръжности, пресечени с радиална линия с посока север-юг.
Харман 2 е с диаметър почти 15 m, а върху повърхността му са разположени единадесет, пресечени с радиална права окръжности.
И двете скални площадки са интерпретирани като структури свързани с астрономически изследвания.
Въпросът за произходът на двете скални площадки е все още обект на научна дискусия. Доц. Стефанка Иванова приема, че Харманите са с естествен произход, но впоследствие са били обработени от човека. Костова, Берберова и Гюров разглеждат амфитеатралните площадки като форми, които са естествени – получени чрез изветряне на вместващите скали.
В периферията на скалната площадка на Харман 2 е оформено правоъгълно пространство с ниски стени, което вероятно е било използвано за наблюдателно място. На няколко метра североизточно от площадката е изсечен правоъгълен съд/басейн, а на още 8 m. източно от площадката е изсечен жертвеник/олтар, чиято форма и структура свидетелстват за значителна древност на това съоръжение. На 5 m източно от Харман 2 е разположена и скално-изсечена система от вкопани съдове – два кръгли и един правоъгълен. Кръглите издълбавания имат уникална коснтрукция, която не се среща на други подобни обекти от територията на Източните Родопи. Те са съставени от няколко пръстена, чийто диаметър намалява в дълбочина. Правоъгълният съд е свързан с единия от кръглите съдове чрез разположен до дъното му чучур, а високо под устието на кръглия съд има преливник, който води течността по скалната повърхност покрай площадката на Харман 2. Вторият кръгъл съд е без преливник и няма връзка с другите два.
Скалата, която местните наричат Мечката е разположена в долината и е разположена северозападно от площадката на Харман 2. На западната ѝ страна са изсечени 13 трапецовидни ниши, а други две ниши са изсечени на южното лице на скалата. Повърхността на западната страна на скалата е предварително обработена и изгладена, за да бъдат изсечени нишите. Под западната страна, където са изсечени нишите е разположен и олтар/жертвеник, който според доц. Иванова маркира пътя към скалният масив Рудникът, разположен на 15 m. северно на Мечката.
Скалната група Рудникът е разположена под скалната площадка на Харман 2. Подножието на скалната група е покрито с дребни скални късове или т.нар. „отвал“ – ситуация характерна за пространството около входа на галериите за добив на руда. На върха на скалната група е организирано наблюдателно място с добра видимост на юг и югозапад. Между скалните късове са регистрирани и множество керамични фрагменти датиращи от Халколита. В основата на скалната група е регистрирана и малка пещера тип утроба. В нея са открити керамични фрагменти и над 10 броя каменни топки, по повърхността на които има следи от употребата им като чукалки – вероятно са използвани за различни дейности свързани с добива на руда.
Малката пещера е разположена на западната страна на скалният масив върху платото. Входът на пещерата е маркиран с една трапецовидна ниша, изсечена на лявата стена на входа – пещерата е дълбока 7 m. Пред пещерата са намерени множество керамични фрагменти, кремъчни артефакти и животински кости, датиращи от Халколита.
Въпреки малките размери на пещерата, количеството на фрагменти при нея е много голямо, което вероятно потвърждава важността на това пространство за праисторическия човек. Важността на ритуалите извършвани при тази малка пещера е било от значение за живота на общността.
Голямата пещера утроба е разположена в подножието на платото. Тя е карстова, а дълбочината ѝ е 20 m, а по стените ѝ са регистрирани следи от обработка. През есента и зимата на 2007 г. пещерата става обект на иманярска инвазия и подът ѝ е разкопан изцяло, като седиментите са изхвърлени пред входа на пещерата. При прегледа на купчината пръст са открити фрагменти енеолитна керамика, няколко кремъчни артефакта и фрагмент от идол.
Пещери Роско 1 и Роско 2 са разположени на 1.5 km надолу в долината на Кабедик дере. Пещерите са изсечени в десния склон на долината, следвайки кварцова жила във вулканските скали. Двете малки пещери са разположени на 8 m една от друга. В Роско 1 екипът на доц. Иванова разкрива само няколко керамични фрагмента датиращи от средновековието, Бронзовата епоха и Халколита. Вероятно пещерата не е отговаряла на изискванията на хората, които са я дълбали. Наличието на находки е по-богато в Роско 2 – археолозите разкриват в нея керамични фрагменти, каменни и кремъчни артефакти и две структури аранжирани от праисторическия човек – главно обработени камъни подредени покрай стените на пещерата и в средата към дъното. При лявата стена на около 40 cm под повърхността е разкрит човешки череп, около който са подредени плоски камъни, които са донесени отвън. Прахообразният седимент, който покрива пода на пещерата също е донесен отвън. Открити са над 100 керамични фрагмента, които датират от Халколита. Значителен е броят на керамичните фрагменти от т.нар. „бежова/кремава керамика“ от класическият период на праисторическата култура Димини в Гърция. Другите керамични фрагменти са от рисувана с графит груба керамика сходна с тази от праисторическият обект край село Седларе. Доц. Иванова и екипът и не успяват да възстановят цял съд или поне част от такъв от наличните фрагменти, което вероятно означава, че съдовете не са били разтрошавани на място, а са били внесени отвън. В дъното на пещерата са открити и две ребра, вероятно принадлежащи към същия индивид, чийто череп е открит в Роско 2. Предполага се, че черепът е взет от друго място, след разлагането на меките тъкани. Анализът показва, че черепът принадлежи на индивид от женски пол, починал около 30 до 35 година от съществуването си. Наличието на лопатообразност на горните леви резци е характерен белег за принадлежността на индивида към монголоидната раса. Вероятно изсичането на пещерата е свързано с важни за праисторическите човешки общности духовни и религиозни потребности.
Към керамичните артефакти намерени в двете пещери се отнасят 22 кремъчни отломъка, 4 пластини и голямо кремъчно рударско стъргало.
Скалите на обекта са предимно туфи с вулканогенно-седиментен произход. В скалния комплекс участват и силно хидротермално променени гранити. В района на обекта има данни за цирконий. Според проф. Рангел Гюров и д-р Ралица Берберова, Харман кая е нагледен пример за използване на технология от древните за преработка на природен ресурс. Наличие на басейни с улеи за вода. Водата се отлива в площадки с канали – уловители, приличащи на амфитеатър. Формата на амфитеатъра е естествена – получена при така нареченото лучено изветряне. В горния край на амфитеатъра личи антропогенна намеса – издялани са канали, басейни и площадка с големи размери. Един улей захранва няколко уловителя. Гюров изказва предположението, че освен от атмосферна вода басейните са се захранвали и от реката (посредством неизяснена технология). На горната площадка най-стърчащата надвесена скала представлява корито с конструктивни отвори. В изпъкналата част на речната меандра е разположена монолитна скала осеяна с ниши от трите страни. Нишите са издялани в предварително обработена скала. Формата им е трапец, но с яйцевидна задна дънна част.
- Галерия
- Съвременният коларски път към Харман кая, който не е съществувал в праисторическите епохи.
- Изкуствената пещера на Западния вход на Харман кая. Помещението е използвано многократно в различните исторически епохи.
- Трапецовидни ниши изсечени в скалния масив при Харман кая видими при западния „вход“ към комплекса от долината на Карабедик дере.
- Скалата Мечката и платото гледани от запад.
- Олтарът при скалата Мечката.
- Двойка трапецовидни ниши изсечени на южната страна на скалният масив Мечката.
- Петроглифът Пиленцето – унищожен от иманярска инвазия през 2017 година.
- Вътрешността на голямата пещера тип утроба при втората площадка на Харман кая.
- Правоъгълният басейн при Харман 2
- Вкопаната система от три съда – конструкцията е уникална и не се среща никъде другаде на праисторическите комплекси от Източните Родопи.
- Малката пещера разположена на западната страна на платото, пред която са били намерени множество фрагменти датиращи от Халколита. Пещерата е била важно ритуално място за праисторическата общност.
- Единична трапецовидна ниша изсечена до входа на малката пещера.

## Археоастрономически проучвания
Първото археоастрономическо проучване на обекта е проведено от доц. Алексей Стоев и Пенка Мъглова на двете изсечени в скалите площадки, сочат, че те най-вероятно са служели за измерване на годишния цикъл и за установяване на лятното и зимно слънцестоене. Според интерпретацията на Стоев и Мъглова комплексът, предназначен за такива наблюдения на слънцето, е бил създаден около 2000 г. пр. Хр. Изследванията на Стоев и Мъглова доказват, че част от автохтонната релефна структура на обекта е била използвана за позиционни астрономически наблюдения на Слънцето по време на неговите слънцестоения, по методите на векторно-хоризонталната астрономия. Според тях има основание да се предполага, че тези наблюдения са били включвани в ритуалните практики по това време, когато култът към Слънцето е бил широко разпространен и всички свещенодействия върху високата скала вероятно са били осъзнавани като космоструктуриране: действия, преодоляващи хаоса и осигуряващи плодородие.
Николай Дерменджиев не е съгласен с датировката представена от Стоев и Мъглова – той намира аргументите им за неточни и несигурни. Според него изследователите очевидно не са получили сигурни данни за двата летния и зимния визир, коитоса задължителните в такива изследвания близки стойности за деклинацията. Според Дерменджиев датировката, която е дадена (2000 г. пр. Хр.), която има претенциите да бъде археоастрономическа, е несигурна. Твърдението, че грешка в азимута от 30′ е приемлива, за едно хоризонтно наблюдение, е много неточно, при положение, че още проф. Александър Том установява, че древните астрономи са били в състояние да определят посоката на изгревите или залезите на Слънцето, на хоризонта, с точност до 2′.
Последните археоастрономически наблюдения на обекта са осъществени от Димитър Колев и Веселина Колева, които потвърждават важността на площадката на Харман 1 за астрономическите наблюдения в ранните периоди на човешката история. Те обаче не са съгласни с методите на датиране представени от Стоев и колектив, тъй като визирите, които са използвани за наблюденията на слънчевите изгреви са ерозирали в значителна степен и не е ясно за модерните учени кой момент е бил важен за древния наблюдател – на първия лъч или на появата на целия слънчев диск. Те са категорични, че методът използван от Стоев и колектив за датиране на подобни паметници е невъзможен.

## Международна експедиция
В края на юли месец 2014 г. Международна експедиция посещава праисторическите светилища Белинташ, Татул и Харман кая за кратко теренно проучване. Екипът от учените включват проф. Ана Радунчева от Археологическия институт към БАН, археоастрономът Робърт Бовал, геологът д-р Робърт Шох и астрофизикът Томас Брофи.
Учените са придружени и от екип на БНТ, който заснема работата и продуцира документален филм с работно заглавие „По следите на древните“, който предизвика и международен медиен интерес към праисторическото наследство на България, което е слабо познато в международен план и не добре изследвано.